# Daffenstein
Der Daffenstein, bzw. die Daffensteine bezeichnet eine bis zu 1546 m hohe Serie aus Kalksteinfelsnadeln, die dem Grubereck westlich vorgelagert sind. Sie liegen in der Gemarkung von Kreuth.
Der Daffenstein gehört zu einer Serie aus Kalksteinformationen im Mangfallgebirge, die sich von Westen nach Osten über Roß- und Buchstein, Leonhardstein, Daffenstein, Plankenstein und Brünnstein erstreckt, ist aber wegen der bewaldeten und wenig alleinstehenden Lage deutlich weniger bekannt. Auf einer der Nadeln befindet sich ein Gipfelkreuz, das nur kletternd erreichbar ist.

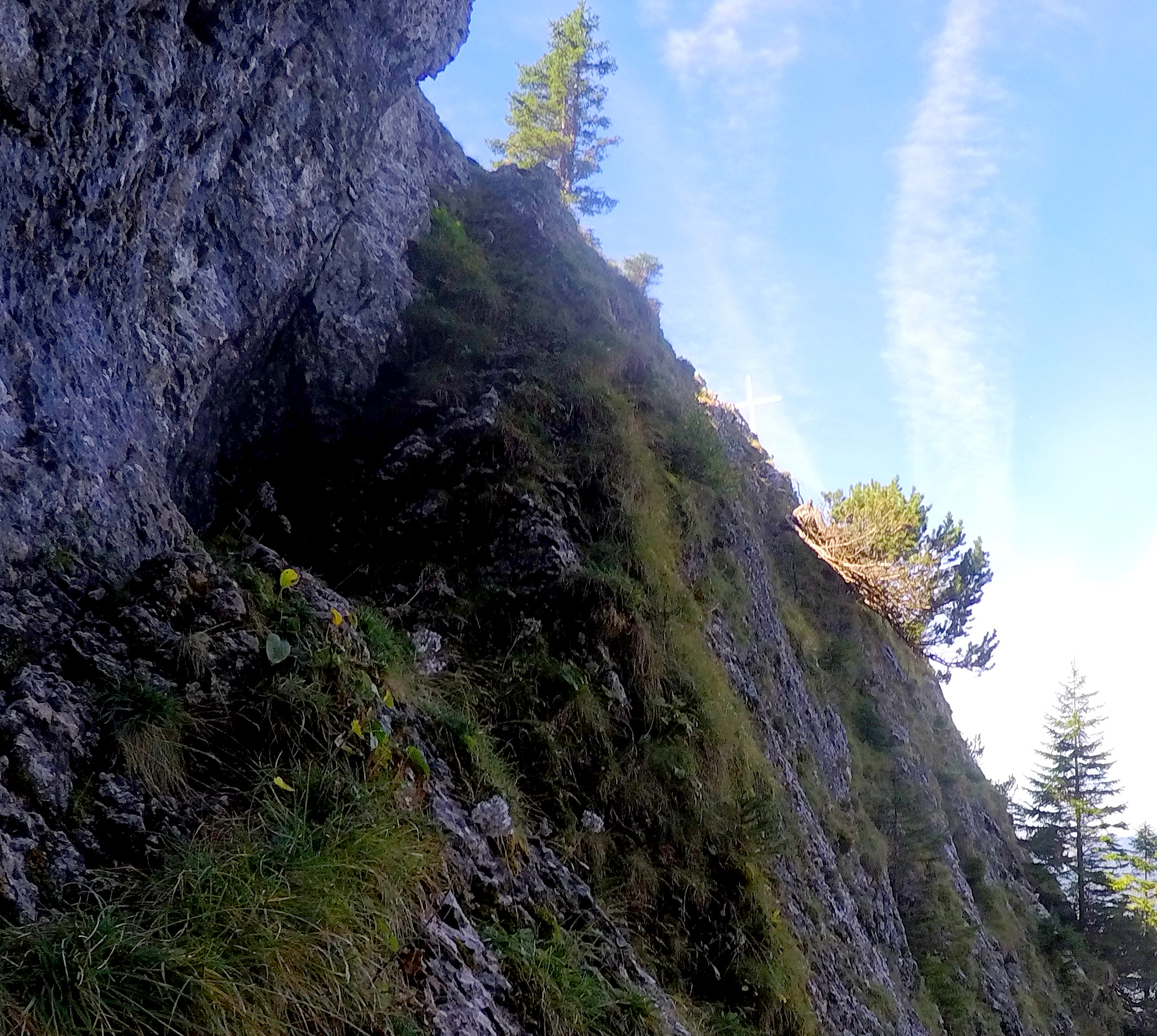
Nordseite mit Rampe und Gipfelkreuz